# 明道町出入口
明道町出入口（めいどうちょうでいりぐち）とは、愛知県名古屋市西区明道町にある名古屋高速6号清須線のインターチェンジである。清洲JCT方面へのみ出入りが可能である。

## 接続する道路
- 名古屋市道江川線

## 料金所

### 一宮・清須方面
- レーン数：2
  - ETC専用：1
  - 一般：1

## 利用台数
名古屋市統計年鑑による利用台数の推移
| 2007年（平成19年）度 | 220527台  |  |
| 2008年（平成20年）度 | 866004台  |  |
| 2009年（平成21年）度 | 1011639台 |  |
| 2010年（平成22年）度 | 1127108台 |  |
| 2011年（平成23年）度 | 1193634台 |  |
| 2012年（平成24年）度 | 1287786台 |  |
| 2013年（平成25年）度 | 1374080台 |  |

## 隣
名古屋高速6号清須線
明道町JCT - (601,611)明道町出入口 - (602,612)庄内通出入口